# Ennepe-Ruhr-Kreis
Ennepe-Ruhr-Kreis är ett distrikt i förbundslandet Nordrhein-Westfalen. Distriktshuvudstad är Schwelm.

## Infrastruktur
Genom distriktet går motorvägarna A1, A43, A44, A46.
- Wikimedia Commons har media som rör Ennepe-Ruhr-Kreis.

1. ↑  hämtat från: italienskspråkiga Wikipedia.[källa från Wikidata]
2. ↑  läs online, statistik.nrw .[källa från Wikidata]